# Краснополье (Гурьевский городской округ)
Краснополье — посёлок в Гурьевском городском округе Калининградской области. До 2014 года входило в состав Храбровского сельского поселения.

## История
Региттен был основан в 1405 году.
В 1946 году Региттен был переименован в поселок Краснополье, Шперлингс в поселок Петровку, около 2000 года Петровка вошла в состав Краснополья.

## Население
| 2002 | 2010 |
| ---- | ---- |
| 26   | ↘18  |

В 1910 году в Региттене проживало 94 человека, в Шперлингсе — 132 жителя, в 1933 году население деревенской общины составляло 453 жителя, в 1939 году — 426 жителей.